# What Happened on Twenty-third Street, New York City
What Happened on Twenty-third Street, New York City – amerykański krótkometrażowy film z 1901 roku w reżyserii Edwina S. Portera. 
W filmie można zobaczyć scenę z podwiewaną sukienką kobiety, która stanęła na kratownicy umieszczonej w chodniku. Odwołaniem do tej sceny jest słynna jej późniejsza wersja z Marilyn Monroe w filmie Słomiany wdowiec.

## Fabuła
Przez większą część filmu pokazany jest ruch uliczny tramwajów, dorożek i ludzi. Pod koniec filmu widzimy parę ludzi, kobietę i mężczyznę idących chodnikiem. Kobieta nieopatrznie przechodzi nad kratownicą umieszczoną w chodniku, z której mocny podmuch podwiewa jej spódnicę, czym kobieta jest zaskoczona, lecz po chwili śmieje się ze swojej przygody.